# ATDA

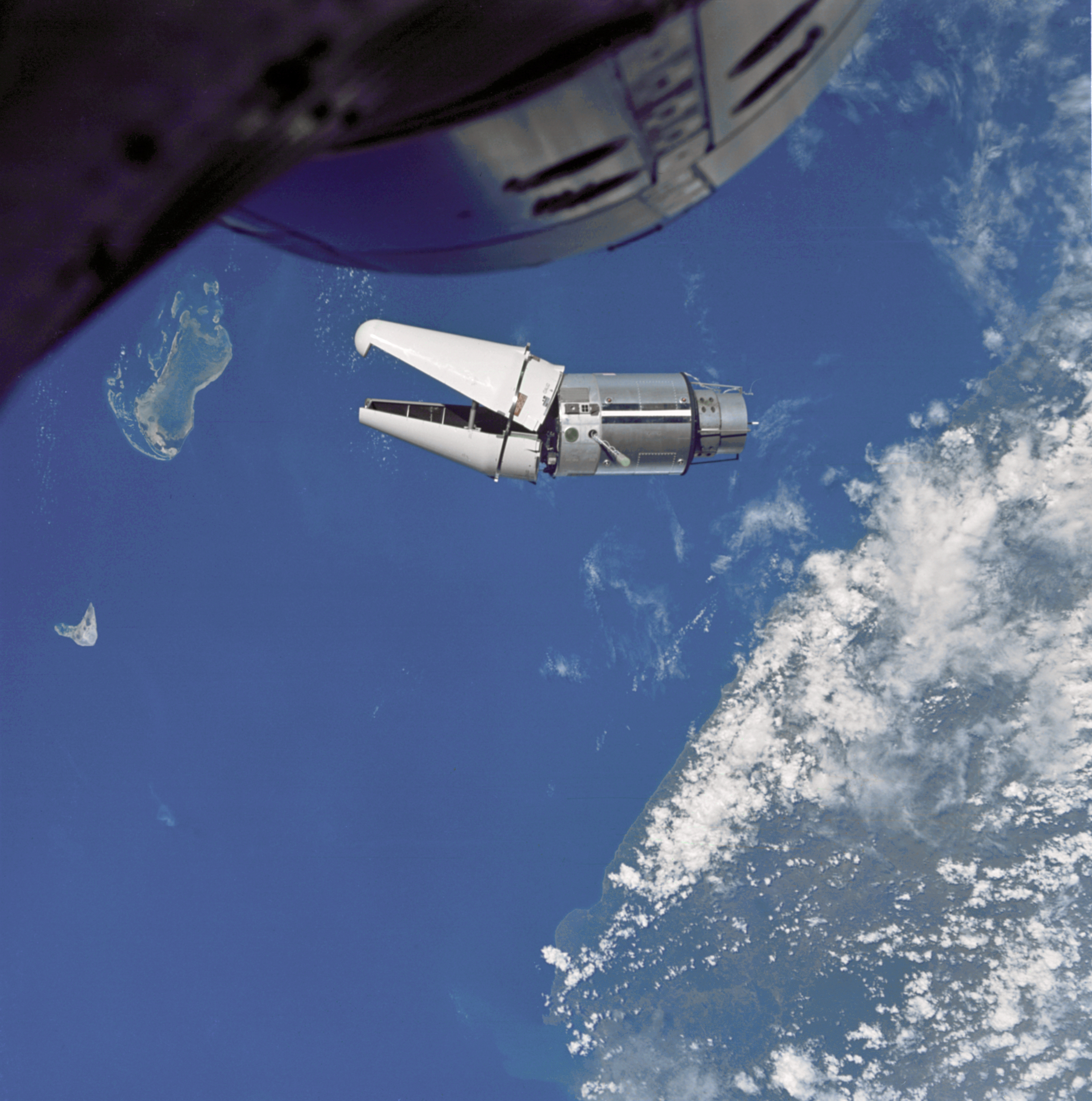
L'étage ATDA après la séparation manquée de la coiffe (the angry alligator ou l'« alligator en colère »). Satellite d'amarrage cible construit par McDonnell Aircraft Corporation pour la NASA, et lancé le 1er juin 1966.

L'étage ATDA, Augmented Target Docking Adapter ou Atlas Target Docking Adapter est un véhicule spatial américain lancé le 1er juin 1966 et utilisé comme cible secondaire dans le cadre de la mission Gemini 9. D'une masse de 794 kg, il s'agit d'une cible de secours plus sommaire que l'étage Agena B, la cible primaire (lancée par un lanceur Atlas en juin 1966), qui constitue la cible d'amarrage du programme Gemini (en fait l'étage ATDA est lancé à partir de Cap Canaveral à l'aide d'un lanceur Atlas-SLV3 sans étage supérieur, pour servir de cible secondaire lors de la perte de la cible primaire Gemini Agena Target Vehicle (GATV) pour le vaisseau spatial Gemini 9, en cas d'échec du lancement de l'Agena B). 

## Histoire

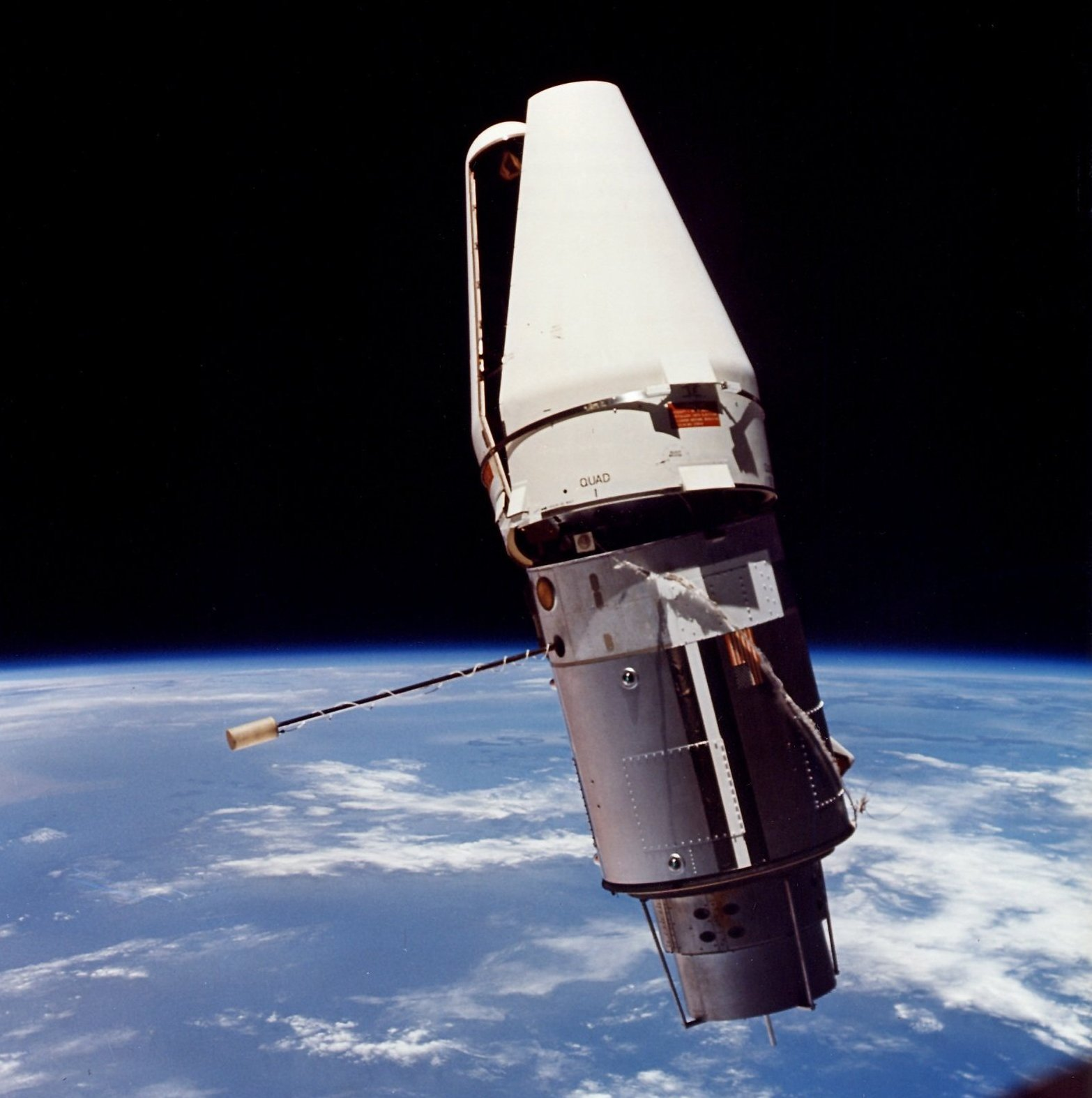
Un rendez-vous, à moins de 8 mètres, avec l'étage ATDA est réalisé par le vaisseau Gemini 9A à la troisième révolution.

Le seul et unique Atlas Target Docking Adapter (ATDA), connu sous la référence n° 5304, est lancé à partir de la base de lancement de Cap Canaveral dans le cadre de la mission Gemini 9. L'étage ATDA est un système de secours, pour l'étage-cible primaire GATV, à la différence près qu'il ne possède pas la capacité de manœuvres dans l'espace. L'étage ATDA atteint une orbite quasi circulaire (apogée de 161,5 et périgée de 158,5 milles marins). Une heure et 40 minutes plus tard, le lancement prévu du Gemini 9 est retardé par une défaillance d'équipement au sol qui empêche le transfert d'informations de mise à jour du centre de contrôle de mission de Cap Kennedy vers l'ordinateur de l'engin spatial. La mission est recyclée pour un lancement le 3 juin 1966, après un plan de recyclage préparé en 48 heures. Une télémétrie anormale révèle un problème avec la cible, mais ce n'est que lorsque Gemini 9A prend rendez-vous avec elle en orbite, que la séparation de la coiffe a échoué, conduisant à la célèbre photo connue métaphoriquement sous le sobriquet d'« alligator furieux ». L'engin spatial est injecté avec succès dans une orbite quasi circulaire de 304 km, mais des signaux de télémétrie indiquent que la coiffe, qui recouvre le port d'amarrage, se sépare mais n'est pas larguée. Cela est confirmé lorsque les astronautes de Gemini 9A, lancé deux jours plus tard, observent la coiffe toujours attachée à l'étage ATDA bloquant le port d'amarrage, ressemblant, selon Thomas Stafford, à un « alligator en colère ». La coiffe ou « linceul » n'est pas largué, parce que les câbles sont mal installées avec les extrémités desserrées, en raison d'instructions « insuffisamment détaillées » au sol. Les plans visant à couper les câbles de la coiffe en fibre de verre sont envisagés, mais ils sont abandonnés car trop dangereux pour les astronautes. Le plan de vol est ensuite révisé et Gemini 9A effectue deux manœuvres de rendez-vous avec l'étage ATDA.

### Responsabilités de l'échec du largage de la coiffe de l'étage ATDA
Après la mission, l'analyse du problème met en évidence un problème de communication entre McDonnell Aircraft Corporation qui construit l'étage ATDA, et Douglas Aircraft Company (à l'époque deux entités juridiques séparées) à qui est sous-traitée la coiffe. Un ingénieur de Douglas valide le fonctionnement de la coiffe, mais sans raccorder les câbles commandant l'explosion des boulons, pour des raisons de sécurité. Ayant dû quitter précipitamment le test car sa femme est alors enceinte, il laisse une simple note aux ingénieurs de McDonnell leur recommandant de « raccorder les câbles ». Le lendemain, ceux-ci tentent de raccorder les câbles, en suivant une documentation laconique de McDonnell, elle-même mal copiée depuis la documentation de Douglas, en interprétant de leur mieux ces consignes.
La commission d'enquête en tire les conséquences pour établir des procédures rigoureuses appliquées lorsque plusieurs sous-traitants sont impliqués dans l'intégration d'un même système.

## Anecdote
- La défaillance du largage de la coiffe de l'étage ATDA inspire le vaisseau spatial ou fusée avaleuse de satellites « Bird One » du « Spectre » dans le film de James Bond de 1967 On ne vit que deux fois.